# Le Fresne, Eure
Le Fresne är en kommun i departementet Eure i regionen Normandie i norra Frankrike. Kommunen ligger i kantonen Conches-en-Ouche som tillhör arrondissementet Évreux. År 2018 hade Le Fresne 326 invånare.

## Befolkningsutveckling
Antalet invånare i kommunen Le Fresne
Referens:INSEE